# Wilhelm Gericke
Wilhelm Gericke (ur. 18 kwietnia 1845 w Bad Schwanberg, zm. 27 października 1925 w Wiedniu) – austriacki dyrygent.

## Życiorys
W latach 1862–1865 studiował w Konserwatorium Wiedeńskim u Felixa Otto Dessoffa. Od 1865 roku pełnił funkcję dyrektora teatru w Linzu. W 1874 roku został drugim dyrygentem Hofoper w Wiedniu, gdzie poprowadził prapremierę opery Die Königin von Saba Karla Goldmarka i wiedeńską prapremierę Tannhäusera Richarda Wagnera. W latach 1880–1884 był dyrygentem Gesellschaftkonzerte i Singverein w Wiedniu. Od 1884 do 1889 roku, zaangażowany przez jej założyciela Henry’ego Lee Higginsona, prowadził Bostońską Orkiestrę Symfoniczną. Po powrocie do Wiednia ponownie w latach 1890–1895 dyrygował Gesellschaftkonzerte. Od 1898 do 1906 roku po raz drugi prowadził Bostońską Orkiestrę Symfoniczną.
Jego zasługą jako dyrygenta było rozsławienie Bostońskiej Orkiestry Symfonicznej i podniesienie jej na wysoki poziom artystyczny. Podczas pobytu w Stanach Zjednoczonych propagował twórczość Johannesa Brahmsa, Antona Brucknera i Richarda Straussa, wprowadził też na tamtejsze sceny utwory Claude’a Debussy’ego. Zajmował się także komponowaniem, napisał m.in. operetkę Schön Hannchen (wyst. Linz 1865), Requiem, utwory kameralne, pieśni.